# My hometown (Bruce Springsteen)
My hometown is een nummer dat werd geschreven door Bruce Springsteen. Hij bracht het in 1984 uit op zijn album Born in the U.S.A. Aan het eind van 1985 bracht hij het uit op  single met Santa Claus is comin' to town op de B-kant. Het tweede nummer is een klassieker en schreef hij niet zelf. In Nederland en Vlaanderen verscheen de single pas na Kerstmis in de hitlijsten. Dit werk is evenals veel andere muziek van Springsteen in te delen tot de heartland rock.

## Achtergrond
De plaat werd een hit in een aantal landen. In thuisland de Verenigde Staten werd de 6e positie in de Billboard Hot 100 bereikt en in Canada de 16e positie. In Nieuw-Zeeland werd de 28e positie bereikt,  Australië de 48e, in Zweden de 21e, in Ierland de 6e en in het Verenigd Koninkrijk de 9e positie in de UK Singles Chart.
In Nederland was de plaat op maandag 16 december 1985 de 302e AVRO's Radio en TV-Tip op vanaf dan Radio 3 en werd een radiohit in de destijds twee hitlijsten op de nationale publieke popzender. De plaat bereikte de 24e positie in de Nationale Hitparade en de 23e positie in de Nederlandse Top 40. In de Europese hitlijst op Radio 3, de TROS Europarade, werd de 29e positie bereikt.
In België bereikte de plaat de 27e positie in de Vlaamse Ultratop 50 en de 30e positie in de Vlaamse Radio 2 Top 30.

## Covers
Er verschenen meer dan tien covers van het nummer op speciale hommagealbums (tributes) van Springsteens muziek. Voorbeelden hiervan kwamen van American Boys (2000), Robin McAuley (2001), Nick White (2002), The String Quartet (2002), Jason Ringenberg (2003), Princess Dragon Mom (2005), 2.2.3. (2009), The Wave Pictures (2009), Travis Elborough (2009), Emmylou Harris (2014) en North Mississippi Allstars (2014).
Verder verscheen ook nog een cover van Neil Young op zijn album A letter home (2014). Dit is een album waarop Young liedjes verzamelde die voor hem van grote betekenis zijn geweest. Hij droeg het op aan zijn moeder die rond vijfentwintig jaar eerder overleed.

## Hitnoteringen

### Nederlandse Top 40
| "My hometown" in de Nederlandse Top 40 van 4-1-1986 t/m 1-2-1986 | "My hometown" in de Nederlandse Top 40 van 4-1-1986 t/m 1-2-1986 | "My hometown" in de Nederlandse Top 40 van 4-1-1986 t/m 1-2-1986 | "My hometown" in de Nederlandse Top 40 van 4-1-1986 t/m 1-2-1986 | "My hometown" in de Nederlandse Top 40 van 4-1-1986 t/m 1-2-1986 | "My hometown" in de Nederlandse Top 40 van 4-1-1986 t/m 1-2-1986 | "My hometown" in de Nederlandse Top 40 van 4-1-1986 t/m 1-2-1986 |
| Week                                                             | 1                                                                | 2                                                                | 3                                                                | 4                                                                | 5                                                                |                                                                  |
| ---------------------------------------------------------------- | ---------------------------------------------------------------- | ---------------------------------------------------------------- | ---------------------------------------------------------------- | ---------------------------------------------------------------- | ---------------------------------------------------------------- | ---------------------------------------------------------------- |
| Positie                                                          | 34                                                               | 26                                                               | 23                                                               | 23                                                               | 31                                                               | uit                                                              |

### Nationale Hitparade
| "My hometown" in de Nationale Hitparade van 4-1-1986 t/m 1-2-1986 | "My hometown" in de Nationale Hitparade van 4-1-1986 t/m 1-2-1986 | "My hometown" in de Nationale Hitparade van 4-1-1986 t/m 1-2-1986 | "My hometown" in de Nationale Hitparade van 4-1-1986 t/m 1-2-1986 | "My hometown" in de Nationale Hitparade van 4-1-1986 t/m 1-2-1986 | "My hometown" in de Nationale Hitparade van 4-1-1986 t/m 1-2-1986 | "My hometown" in de Nationale Hitparade van 4-1-1986 t/m 1-2-1986 |
| Week                                                              | 1                                                                 | 2                                                                 | 3                                                                 | 4                                                                 | 5                                                                 |                                                                   |
| ----------------------------------------------------------------- | ----------------------------------------------------------------- | ----------------------------------------------------------------- | ----------------------------------------------------------------- | ----------------------------------------------------------------- | ----------------------------------------------------------------- | ----------------------------------------------------------------- |
| Positie                                                           | 24                                                                | 28                                                                | 29                                                                | 33                                                                | 37                                                                | uit                                                               |

### TROS Europarade
Hitnotering: 02-01-1986. Hoogste notering: #29 (1 week).

### Vlaamse Ultratop 50
| "My hometown" in de Vlaamse Ultratop 50 van 4-1-1986 t/m 25-1-1986 | "My hometown" in de Vlaamse Ultratop 50 van 4-1-1986 t/m 25-1-1986 | "My hometown" in de Vlaamse Ultratop 50 van 4-1-1986 t/m 25-1-1986 | "My hometown" in de Vlaamse Ultratop 50 van 4-1-1986 t/m 25-1-1986 | "My hometown" in de Vlaamse Ultratop 50 van 4-1-1986 t/m 25-1-1986 | "My hometown" in de Vlaamse Ultratop 50 van 4-1-1986 t/m 25-1-1986 |
| Week                                                               | 1                                                                  | 2                                                                  | 3                                                                  | 4                                                                  |                                                                    |
| ------------------------------------------------------------------ | ------------------------------------------------------------------ | ------------------------------------------------------------------ | ------------------------------------------------------------------ | ------------------------------------------------------------------ | ------------------------------------------------------------------ |
| Positie                                                            | 35                                                                 | 27                                                                 | 33                                                                 | 34                                                                 | uit                                                                |

### Vlaamse Radio 2 Top 30
| "My hometown" in de Vlaamse Radio 2 Top 30 op 11-1-1986 | "My hometown" in de Vlaamse Radio 2 Top 30 op 11-1-1986 | "My hometown" in de Vlaamse Radio 2 Top 30 op 11-1-1986 |
| Week                                                    | 1                                                       |                                                         |
| ------------------------------------------------------- | ------------------------------------------------------- | ------------------------------------------------------- |
| Positie:                                                | 30                                                      | uit                                                     |

### Andere landen
| Land                       | piekpositie | aantal weken |
| -------------------------- | ----------- | ------------ |
| Ierland                    | 2           | 6            |
| Verenigde Staten (Top 100) | 6           | 15           |
| Verenigd Koninkrijk        | 9           | 5            |
| Canada                     | 16          | ?            |
| Zwitserland                | 20          | 1            |
| Nieuw-Zeeland              | 28          | 2            |
| Australië                  | 47          | ?            |

### NPO Radio 2 Top 2000
| Nummer met noteringen in de NPO Radio 2 Top 2000 | '99 | '00 | '01 | '02 | '03 | '04 | '05 | '06 | '07 | '08 | '09 | '10 | '11 | '12 | '13 | '14 | '15 | '16 | '17 | '18 | '19 | '20 | '21 | '22 | '23 | '24 |
| ------------------------------------------------ | --- | --- | --- | --- | --- | --- | --- | --- | --- | --- | --- | --- | --- | --- | --- | --- | --- | --- | --- | --- | --- | --- | --- | --- | --- | --- |
| My hometown                                      | 604 | -   | 497 | 468 | 471 | 395 | 458 | 416 | 281 | 381 | 600 | 590 | 600 | 573 | 453 | 537 | 633 | 517 | 632 | 573 | 450 | 428 | 427 | 393 | 403 | 332 |

1. ↑  Een '-' betekent dat het nummer niet was genoteerd en een vetgedrukt getal geeft de hoogste notering aan.

E Street Band: Bruce Springsteen · Roy Bittan · Nils Lofgren · Patti Scialfa · Garry Tallent · Steven Van Zandt · Max Weinberg
Jake Clemons · Charles Giordano · Soozie Tyrell
Voormalige leden: Ernest Carter · Clarence Clemons · Danny Federici · Vini Lopez · David Sancious
Voormalige tourmuzikanten:
Everett Bradley · Barry Danielian · Clark Gayton · Curtis King · Suki Lahav · Ed Manion · The Miami Horns · Cindy Mizelle · Michelle Moore · Tom Morello · Curt Ramm · Jay Weinberg